# Міжнародне екологічне право
Міжнародне екологічне право (МЕП) — галузь міжнародного права, що регулює відносини між державами у сфері екології.
Україна є стороною близько 70 міжнародно-правових актів універсального (глобального), регіонального та двостороннього характеру.